# Mesechinus miodon
Mesechinus miodon — вид їжаків, поширених у східній Нінся та північній частині Шеньсі на півночі Китаю.

## Таксономічні примітки
Відокремлено від M. hughi.

## Ключ ідентифікації виду
Колючки 22–29 мм завдовжки; кінчик колючки світло-коричневий; епіптеригоподібні відростки добре розвинені; P3 явно менший за P2.

## Опис
Довжина голови й тулуба сягає від 12 до 22 см, довжина хвоста від 2,5 до 4,6 см, довжина задньої лапи 3,5—4 см, вуха 2,4—3,5 см, вага від 230 до 750 г. Шерсть на голові та з боків тіла, ніг і хвоста від брудно-білого до коричневого кольору. Черево від світлого до брудно-білого. Каріотип: 2n=44-48, FN=84-92.

## Середовище існування та спосіб життя
Середовище існування сухе й пустельне. Юліньфу, типова місцевість у Шеньсі, характеризується жовтим піском і коричневими каменями. Лише розкидані кущі шавлії та кілька дерев можна побачити в ландшафті, який інакше майже не має рослинності. На цей час мало що відомо про раціон, репродуктивну та іншу поведінку тварин. Вони харчуються різними видами жуків і впадають у сплячку наприкінці жовтня.